# 2016年奧地利大獎賽
2016年奧地利大獎賽（英語：2016 Austrian Grand Prix），官方名稱為2016年一級方程式賽車奧地利大獎賽（德語：Formula 1 Grosser Preis Von Österreich 2016），是2015年7月3日舉辦於奧地利的一場一級方程式賽車賽事。比賽在紅牛賽道進行，總計71圈。這是2016年世界一級方程式錦標賽的第9場分站賽事。同時也是自1950年成為世界一級方程式錦標賽後的第30屆奧地利大獎賽。
梅賽德斯車手尼可·羅斯堡以積分榜領先者及衛冕冠軍的身分來到此站，他與隊友路易斯·漢米爾頓保有24分的差距。漢米爾頓從桿位起跑，在最後一圈與羅斯堡發生碰撞後贏得分站冠軍；羅斯堡因為此次的碰撞，被馬克斯·維斯塔潘與奇米·雷克南超越，僅能以第4名完賽，也使他在積分榜上的領先縮小至11分差。隨著賽巴斯蒂安·維泰爾的退賽，梅賽德斯將車隊積分榜上與對手法拉利的差距，從原先的81分擴大至103分。

## 賽事簡報

### 背景

#### 積分榜
來到比賽週末，尼可·羅斯堡以141分在車手積分榜上保持領先，其隊友路易斯·漢米爾頓以24分落後，賽巴斯蒂安·維泰爾則又與漢米爾頓相差21分，位居第3名。在車隊積分榜方面，梅賽德斯以258分獨占鰲頭，法拉利與紅牛分別以177與140分緊追其後。

#### 賽道變更
賽道在比賽週末之前被重新鋪設，鋪平了許多日積月累的路面隆起及瑕疵。全新的路面使得MotoGP世界錦標賽能在這條賽道舉辦一場分站賽事，而許多車隊更期望能創造出1:06.000以下的單圈時間紀錄。
這場賽事新增了一系列位在彎角外側如法國麵包般的長條路肩，以防止車手們濫用賽道限制，迫使他們必須跑開或減速來閃躲路肩並避免車輛受損。這些法國麵包路肩被設置在距離彎角一個車身寬之處，能夠給予車手一些犯錯的緩衝空間。馬克斯·維斯塔潘對於這項改變感到不滿，他在自由練習賽兩度跑上路肩並損壞其車輛後，稱這個新的路肩「很危險」。其他車手也齊力抨擊，梅賽德斯更要求國際汽聯對這些路肩做些修改。

### 自由練習賽
根據2016年賽季的規則，將舉行三階段自由練習賽，週五有兩場長一個半小時，而剩餘的一場一小時練習賽則位在週六排位賽之前。週五上午的第一階段當中，尼可·羅斯堡以1:07.373的時間拿下最快圈速。羅斯堡的時間突破了2003年麥可·舒馬克在這條賽道寫下的最快圈速紀錄。羅斯堡較其隊友路易斯·漢米爾頓快上約0.3秒，維泰爾及奇米·雷克南分別位居3、4名，且是少數能跑在與羅斯堡相差1秒之內的車手。此階段曾出現一些小事故，其中包括漢米爾頓在3號彎的打滑，而後方的羅曼·格羅斯讓為了閃避他同樣發生打滑。羅斯堡在幾圈後也在同一彎角跑開。丹尼爾·里卡多拿下第5快的單圈時間，且幸運地避免了與在8號彎跨越維修道白線的马库斯·埃里克松發生碰撞事故。一些車手受到翻新的路肩影響，其中包括了馬克斯·維斯塔潘，他在8號彎跑開後撞壞前鼻翼。隨後，他在6號彎再度接觸到路肩，造成他的懸掛受損並提前收場。
羅斯堡在週五下午的第二階段自由練習賽再度成為全場最快車手，在開始不久後便寫下1:07.967的單圈時間。由於暴雨在練習賽展開8分鐘後來臨，羅斯堡的時間在剩餘的練習賽始終未能被突破。一些車手在賽道上打滑，嘗試著回到維修站後，待上了半個小時直到雨勢漸緩。里卡多換上半雨胎率先回到場上，不過速度仍舊無法提升。第二階段剩下最後的20分鐘，賽道轉乾且足以使用光頭胎上場。尼可·賀根堡在羅斯堡與漢米爾頓之後，取得第3名的成績，維泰爾雖在此階段後半於2號彎打滑衝進碎石緩衝區，但仍舊拿下第4名。
週六上午的第三階段自由練習賽，賽巴斯蒂安·維泰爾做出全場最快的1:07.098成績，領先他的隊友雷克南約0.1秒。羅斯堡在此階段敬陪末座，他因為壓到2號彎的路肩造成懸掛斷裂並撞上護欄。他的事故令賽會部署10鐘的紅旗階段。他的隊友漢米爾頓雖然曾在8號彎跑開，最終仍舊拿下第3名。里卡多居於第4，與維泰爾相差約半秒，緊接著則是其隊友維斯塔潘。費爾南多·阿隆索在此階段後半跑上路肩並損壞車體，最終與維泰爾相差1.2秒，位居第10名。經過了撞車事故後，梅賽德斯必須更換羅斯堡車輛的變速箱，使得他被處5位罰退。

### 排位賽

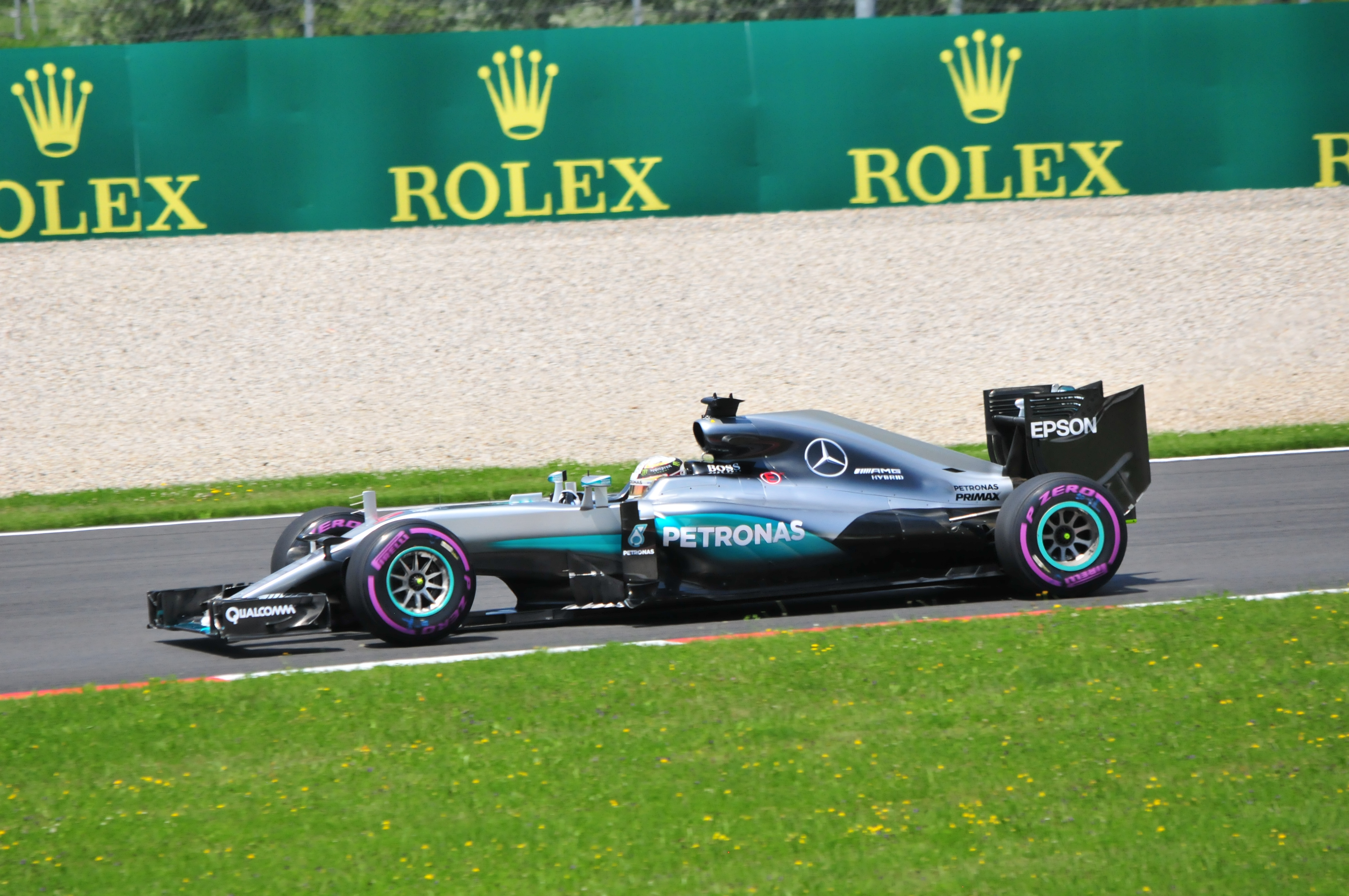
路易斯·漢米爾頓在排位賽中取得桿位並在正賽奪冠。

根據2016年賽季的規則，將舉行三階段自由練習賽，週五有兩場長一個半小時，而剩餘的一場一小時練習賽則位在週六排位賽之前。經過自由練習賽的撞車後，羅斯堡的車輛必須進行維修，直到第一階段排位賽（Q1）的最後9分鐘，他才坐上賽車進行排位。他還是設法做出了最快圈速，較漢米爾頓快上約0.4秒。馬諾的帕斯卡·維爾莱茵表現不俗，作出第10快的成績，僅落後羅斯堡約1秒。自由練習賽時的懸掛受損情形同樣在此時發生：塞吉歐·培瑞茲首當其衝，並將其車輛駛回維修站整修。第一階段排位賽即將進入尾聲，丹尼爾·科維亞特在7號彎撞斷懸掛後，車輛失控並發生嚴重事故。隨後，排位賽進入紅旗階段，重新展開時僅剩下1分44秒。尼可·賀根堡是唯一一位刷新自己時間的車手，其他車手則受到因為小卡洛斯·塞恩斯將車輛停在賽道邊上，而使賽會祭出黃旗的影響，無法再做出更快的時間。最終，兩位薩伯車手敬陪末座，科維亞特與里奧·哈里恩多處於倒數第二排發車位，兩位雷諾車手也在第一階段遭到淘汰。
路易斯·漢米爾頓在Q2做出1:06.228的最快圈速，且是紅牛賽道任何一階段的最快紀錄。然而，與使用極軟胎的梅賽德斯有所不同的是，法拉利與紅牛皆以超軟胎在Q2做出他們的最快圈速，意味著這兩隊能夠用上較硬的輪胎在正賽當中起跑。梅賽德斯也意識到這點，並要求他們的車手進站換上超軟胎，但隨著降雨再度來臨，無法做出更好的成績。詹森·巴頓順利挺進Q3，他的隊友費爾南多·阿隆索卻止步於第14位。維爾莱茵居於伊斯班·古鐵雷斯及羅曼·格羅斯讓兩位哈斯車手之間第12位，追平了馬諾的最高排位賽成績紀錄。歷經Q1的麻煩之後，培瑞茲與塞恩斯無法再上場做出時間，在此階段遭到淘汰。
由於賽道持續降雨，車手們紛紛換上半雨胎展開第三階段排位賽。漢米爾頓用上這套胎做出最快圈速，緊接在後的則是巴頓及里卡多。然而，賽道逐漸轉乾，眾家車手很快地進站換上光頭胎。賀根堡兩度做出最快圈速，但隨後遭奪下桿位的漢米爾頓擊敗。羅斯堡同樣也有較快的成績，但因為5位罰退而將頭排發車的位置讓給了賀根堡。維泰爾取得第4快的成績，但也遭到罰退，將第4名的位置讓給做出第5快時間的巴頓。雷克南、里卡多、鮑達斯、維斯塔潘及馬薩依序補上前10名的剩餘排位。這是賀根堡繼他在2010年巴西大獎賽的桿位後，職業生涯中第二次從頭排發車。

### 正賽
起跑燈亮起前，帕斯卡·維爾莱茵停在錯了發車位，來到了從維修道起跑的馬薩所留下的空位。維爾莱茵在起跑程序燈號亮起前0.5秒回到了他在後一排的位置，免去了罰則。比賽展開後，漢米爾頓順利守住了桿位優勢，賀根堡則損失了一些名次。巴頓暫居第2，羅斯堡超越里卡多及維斯塔潘。丹尼爾·科維亞特駕駛著徹夜整修的全新車輛，從維修道起跑，但在兩圈後卻以退賽收場。到了第6圈，羅斯堡超越賀根堡來到第4名，緊追其後的維斯塔潘也跟著超越賀根堡。雷克南在第7圈超掉巴頓，取得第2名。進站潮在第9圈展開，賀根堡與阿隆索率先進站，巴頓也在一圈後跟進。在第12圈被古鐵雷斯超車丟掉第9名後，馬薩也選擇進站換胎。當維爾莱茵在第14圈進站時，漢米爾頓依舊保持領先，雷克南與羅斯堡居於其後。

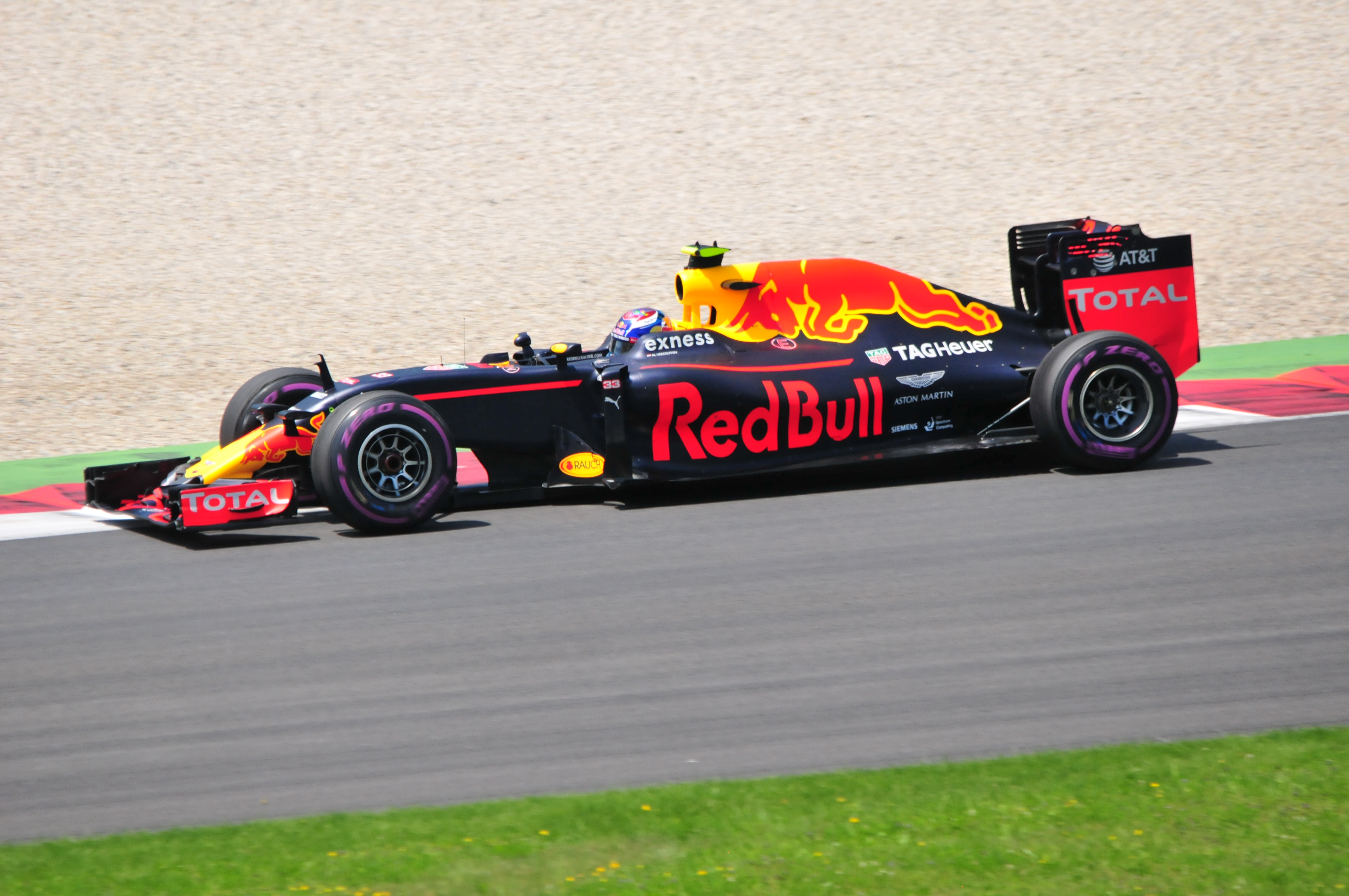
從第9位發車的馬克斯·維斯塔潘最終取得亞軍。

尼可·羅斯堡在不久後進站，換上一套軟胎，漢米爾頓則持續留在場上。在此期間，維泰爾上升至第3名，正好位在其隊友雷克南之後。漢米爾頓在第22圈進站，他的進站出現了失誤並將名次讓給了羅斯堡。雷克南短暫地領跑一圈，在隔圈也跟著進站，出來後位於兩位紅牛車手之後。前方的法拉利遭遇了一些麻煩，此時保有領先的維泰爾卻在第27圈發生爆胎，被迫以退賽收場。他的輪胎殘骸留在了賽道上，使得賽會部署安全車，也讓全場車手再度重聚。羅斯堡目前處於領先，漢米爾頓、維斯塔潘、里卡多及雷克南位居其後。
安全車在第32圈回到維修區，領先全場的羅斯堡很快地重新展開比賽，拉開與漢米爾頓相差2秒以上的優勢。塞吉歐·培瑞茲是比賽重新展開後的大贏家，上升三個位置來到第11名，且在接下來幾圈內又上升一個名次。到了第39圈，巴頓超車費利佩·納斯爾，站上第7名。經過在2秒差之間拉鋸的幾圈後，羅斯堡出現失誤，讓漢米爾頓追近至他身後，且能使用減少空氣阻力系統來嘗試超車。一些車手選擇在第50圈左右做第二次換胎，包括在第52圈進站的維爾特利·鮑達斯，尼可·賀根堡則在一圈前進行第三次進站，並執行先前在維修區超速而受到的5秒停車罰則。第55圈，漢米爾頓在領先雙雄之間率先進站，羅斯堡則在一圈後跟進。羅斯堡此次的進站相當快速，再加上漢米爾頓在他出站後的一圈發生失誤，使得他正好見著羅斯堡在他面前出站。維斯塔潘在此持領跑，很快地被兩位梅賽德斯車手追近。到了第58圈，雷克南抄掉第4名的里卡多，維斯塔潘以用上15圈的軟胎持續領跑。然而，他的領先地位在第61圈被羅斯堡奪走，漢米爾頓很快地也將他超掉。當梅賽德斯雙雄爭奪分站冠軍的同時，一些車手在比賽尾聲退賽，其中包括賀根堡及馬薩。雷克南持續追擊位居第3的維斯塔潘，帕斯卡·維爾莱茵也縮小了與居於第10的鮑達斯間的差距。到了最後一圈，漢米爾頓試圖在2號彎超掉羅斯堡。羅斯堡入彎過晚，接著兩輛車發生碰撞，造成羅斯堡的前鼻翼斷裂，漢米爾頓則被逼出賽道。最終，漢米爾頓在帶著斷掉鼻翼行駛的羅斯堡之前衝過終點線。羅斯堡在剩餘的路程中被維斯塔潘及雷克南超越，退居至第4名。後方，培瑞茲以退賽收場，將維爾莱茵上升至積分圈的最後一個名額。

### 賽後

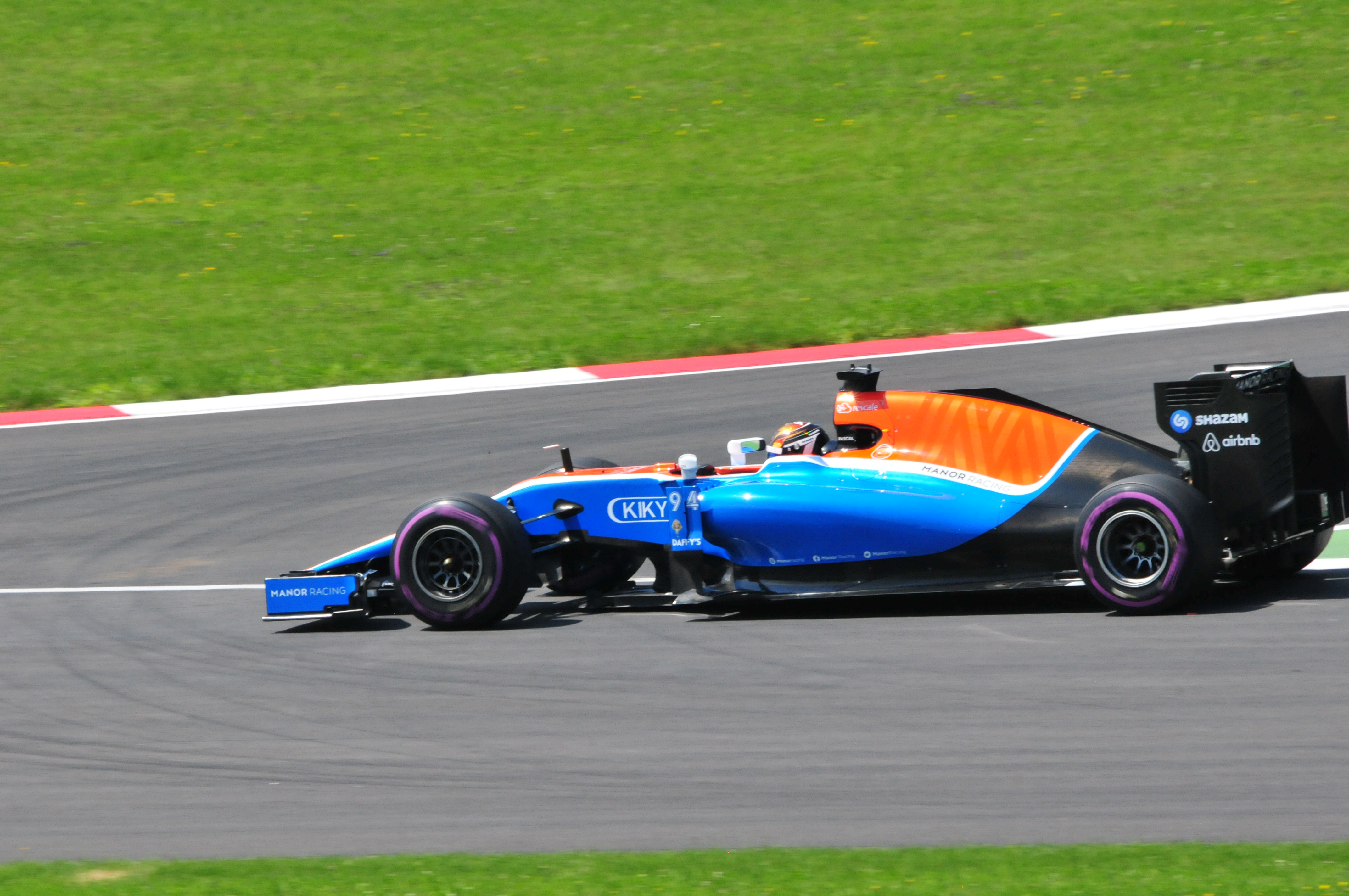
帕斯卡·維爾莱茵取得他一級方程式生涯的首個積分。

賽後的頒獎儀式上，群眾向漢米爾頓發出一片噓聲。在西班牙電視節目主持人諾艾咪·德·米格爾（Noemi de Miguel）主持的頒獎台訪問中，漢米爾頓對群眾的反應不以為意，表示：「這不是我的問題，而是他們的。」漢米爾頓與維斯塔潘皆對他們自己的結果感到高興，雷克南則表示這對車隊而言是朝乾夕惕的一天，更強調法拉利並沒有達成他們所能成就的，因為他認為自己能夠在比賽結束前超掉維斯塔潘。漢米爾頓的分站冠軍是英國車手在一級方程式賽車中的第250場勝利，且是他首次在斯皮爾堡的這條賽道奪冠。
兩位梅賽德斯車手在最後一圈的碰撞成為賽後談論的焦點。他們的動力運動主管托托·沃爾夫稱他對於試圖解析他的兩位車手間的碰撞「感到厭煩」，更強調必須停止這類事件的發生。這已是兩位隊友在近五場比賽中第二度彼此相撞，前一次發生在西班牙大獎賽。沃爾夫表示如果未來再出現這種情況，車隊將會考慮透過命令來制止雙方間的搏鬥，儘管他承認這項決定將「不得人心」。 他明確地表示他對於有關車隊指令可行性的看法，說道：「這個打算令我們作嘔，但是如果較勁無法避免碰撞的後果就會是如此。」正賽結束後隔日，據報導，若是另一起雙方間的事故發生，該隊甚至考慮對他們的車手祭出罰金和短暫出賽等措施。關於賽巴斯蒂安·維泰爾的爆胎事件，輪胎供應商倍耐力宣布爆胎並非法拉利的策略錯誤，而是賽道上殘留碎片所造成的。
隨著比賽結果的產生，尼可·羅斯堡在車手積分榜上鞏固其領先，漢米爾頓則將他們之間的差距縮小至11分。維泰爾與雷克南兩位法拉利車手皆以96分位居其後，分別處於第3及第4名，居於第5名的里卡多則保有88分。在車隊積分榜方面，梅賽德斯以295分領先192分的法拉利。紅牛以168分位居第3名，領先威廉斯76分。

## 賽事結果

### 排位賽成績

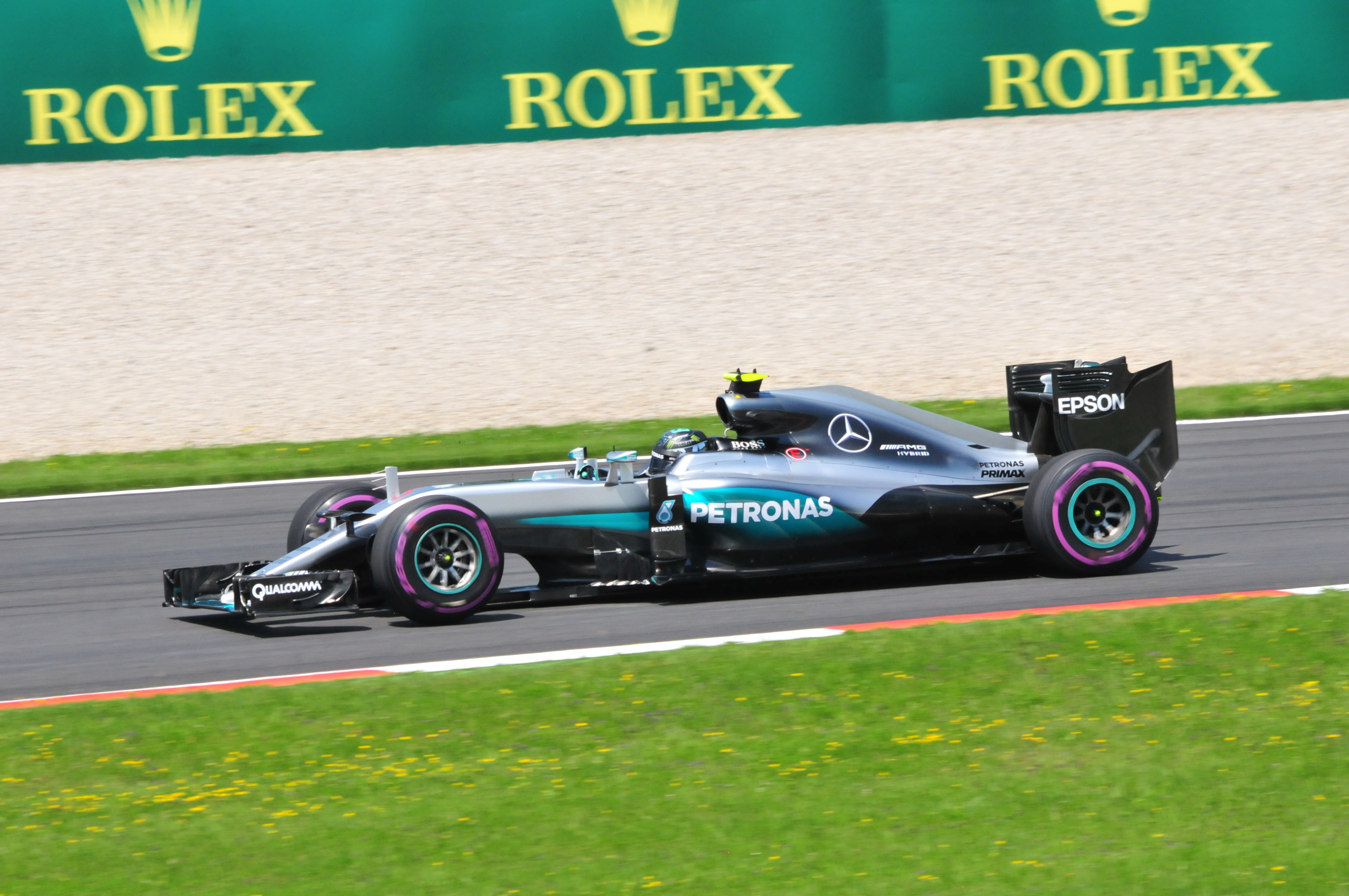
排位賽後，尼可·羅斯堡因為受罰須從第6位發車。

| 名次               | 車號 | 車手              | 車隊              | 第一階段 | 第二階段  | 第三階段 | 發車位 |
| ------------------ | ---- | ----------------- | ----------------- | -------- | --------- | -------- | ------ |
| 1                  | 44   | 路易斯·漢米爾頓   | 梅賽德斯          | 1:06.947 | 1:06.228  | 1:07.922 | 1      |
| 2                  | 6    | 尼可·羅斯堡       | 梅賽德斯          | 1:06.516 | 1:06.403  | 1:08.465 | 61     |
| 3                  | 27   | 尼可·賀根堡       | 印度威力-梅賽德斯 | 1:07.385 | 1:07.257  | 1:09.285 | 2      |
| 4                  | 5    | 賽巴斯蒂安·維泰爾 | 法拉利            | 1:06.761 | 1:06.602  | 1:09.781 | 91     |
| 5                  | 22   | 詹森·巴頓         | 麥拉倫-本田       | 1:07.653 | 1:07.572  | 1:09.900 | 3      |
| 6                  | 7    | 奇米·雷克南       | 法拉利            | 1:07.240 | 1:06.940  | 1:09.901 | 4      |
| 7                  | 3    | 丹尼爾·里卡多     | 紅牛-豪雅         | 1:07.500 | 1:06.840  | 1:09.980 | 5      |
| 8                  | 77   | 維爾特利·鮑達斯   | 威廉斯-梅賽德斯   | 1:07.148 | 1:06.911  | 1:10.440 | 7      |
| 9                  | 33   | 馬克斯·維斯塔潘   | 紅牛-豪雅         | 1:07.131 | 1:06.866  | 1:11.153 | 8      |
| 10                 | 19   | 費利佩·馬薩       | 威廉斯-梅賽德斯   | 1:07.419 | 1:07.145  | 1:11.977 | PL2    |
| 11                 | 21   | 伊斯班·古鐵雷斯   | 哈斯-法拉利       | 1:07.660 | 1:07.578  |          | 11     |
| 12                 | 94   | 帕斯卡·維爾莱茵   | 馬諾-梅賽德斯     | 1:07.565 | 1:07.700  |          | 12     |
| 13                 | 8    | 羅曼·格羅斯讓     | 哈斯-法拉利       | 1:07.662 | 1:07.850  |          | 13     |
| 14                 | 14   | 費爾南多·阿隆索   | 麥拉倫-本田       | 1:07.671 | 1:08.154  |          | 14     |
| 15                 | 55   | 小卡洛斯·塞恩斯   | 紅牛二隊-法拉利   | 1:07.618 | 未作時間4 |          | 15     |
| 16                 | 11   | 塞吉歐·培瑞茲     | 印度威力-梅賽德斯 | 1:07.657 | 未作時間4 |          | 16     |
| 17                 | 20   | 凱文·馬格努森     | 雷諾              | 1:07.941 |           |          | 17     |
| 18                 | 30   | 喬里昂·帕爾默     | 雷諾              | 1:07.965 |           |          | 195    |
| 19                 | 88   | 里奧·哈里恩多     | 馬諾-梅賽德斯     | 1:08.026 |           |          | 205    |
| 21                 | 26   | 丹尼爾·科維亞特   | 紅牛二隊-法拉利   | 1:08.409 |           |          | PL3    |
| 21                 | 9    | 马库斯·埃里克松   | 薩伯-法拉利       | 1:08.418 |           |          | 18     |
| 22                 | 12   | 費利佩·納斯爾     | 薩伯-法拉利       | 1:08.446 |           |          | 215    |
| 107%時間：1:11.172 |      |                   |                   |          |           |          |        |
| 來源：             |      |                   |                   |          |           |          |        |

註記：
- ^1  — 尼可·羅斯堡[31]和賽巴斯蒂安·維泰爾[32]因為更換變速箱，須接受5位罰退。
- ^2  — 費利佩·馬薩在更換前鼻翼後，從維修道起跑。[33]
- ^3  — 丹尼爾·科維亞特使用全新的底盤，從維修道起跑。[34]
- ^4  — 小卡洛斯·塞恩斯和塞吉歐·培瑞茲在第二階段排位賽未能做出單圈時間。因為塞恩斯曾嘗試做出時間而培瑞茲則未有，因此，他的排位落在培瑞茲之前。
- ^5  — 喬里昂·帕爾默[35]、里奧·哈里恩多[36]和費利佩·納斯爾[37]因為在第一階段排位賽的黃旗階段未減速，須接受3位罰退。

### 正賽成績
| 名次   | 車號 | 車手              | 車隊              | 圈數 | 時間/退賽   | 發車位 | 積分 |
| ------ | ---- | ----------------- | ----------------- | ---- | ----------- | ------ | ---- |
| 1      | 44   | 路易斯·漢米爾頓   | 梅賽德斯          | 71   | 1:27:38.107 | 1      | 25   |
| 2      | 33   | 馬克斯·維斯塔潘   | 紅牛-豪雅         | 71   | +5.719      | 8      | 18   |
| 3      | 7    | 奇米·雷克南       | 法拉利            | 71   | +6.024      | 4      | 15   |
| 4      | 6    | 尼可·羅斯堡       | 梅賽德斯          | 71   | +26.7101    | 6      | 12   |
| 5      | 3    | 丹尼爾·里卡多     | 紅牛-豪雅         | 71   | +30.981     | 5      | 10   |
| 6      | 22   | 詹森·巴頓         | 麥拉倫-本田       | 71   | +37.706     | 3      | 8    |
| 7      | 8    | 羅曼·格羅斯讓     | 哈斯-法拉利       | 71   | +44.6682    | 13     | 6    |
| 8      | 55   | 小卡洛斯·塞恩斯   | 紅牛二隊-法拉利   | 71   | +47.400     | 15     | 4    |
| 9      | 77   | 維爾特利·鮑達斯   | 威廉斯-梅賽德斯   | 70   | +1圈        | 7      | 2    |
| 10     | 94   | 帕斯卡·維爾萊茵   | 馬諾-梅賽德斯     | 70   | +1圈        | 12     | 1    |
| 11     | 21   | 伊斯班·古鐵雷斯   | 哈斯-法拉利       | 70   | +1圈        | 11     |      |
| 12     | 30   | 喬里昂·帕爾默     | 雷諾              | 70   | +1圈        | 19     |      |
| 13     | 12   | 費利佩·納斯爾     | 薩伯-法拉利       | 70   | +1圈        | 21     |      |
| 14     | 20   | 凱文·馬格努森     | 雷諾              | 70   | +1圈        | 17     |      |
| 15     | 9    | 马库斯·埃里克松   | 薩伯-法拉利       | 70   | +1圈        | 18     |      |
| 16     | 88   | 里奧·哈里恩多     | 馬諾-梅賽德斯     | 70   | +1圈        | 20     |      |
| 173    | 11   | 塞吉歐·培瑞茲     | 印度威力-梅賽德斯 | 69   | 煞車        | 16     |      |
| 183    | 14   | 費爾南多·阿隆索   | 麥拉倫-本田       | 64   | 電池        | 14     |      |
| 193    | 27   | 尼可·賀根堡       | 印度威力-梅賽德斯 | 64   | 煞車        | 2      |      |
| 203    | 19   | 費利佩·馬薩       | 威廉斯-梅賽德斯   | 63   | 煞車        | PL     |      |
| Ret    | 5    | 賽巴斯蒂安·維泰爾 | 法拉利            | 26   | 爆胎        | 9      |      |
| Ret    | 26   | 丹尼爾·科維亞特   | 紅牛二隊-法拉利   | 2    | 機械        | PL     |      |
| 來源： |      |                   |                   |      |             |        |      |

註記：

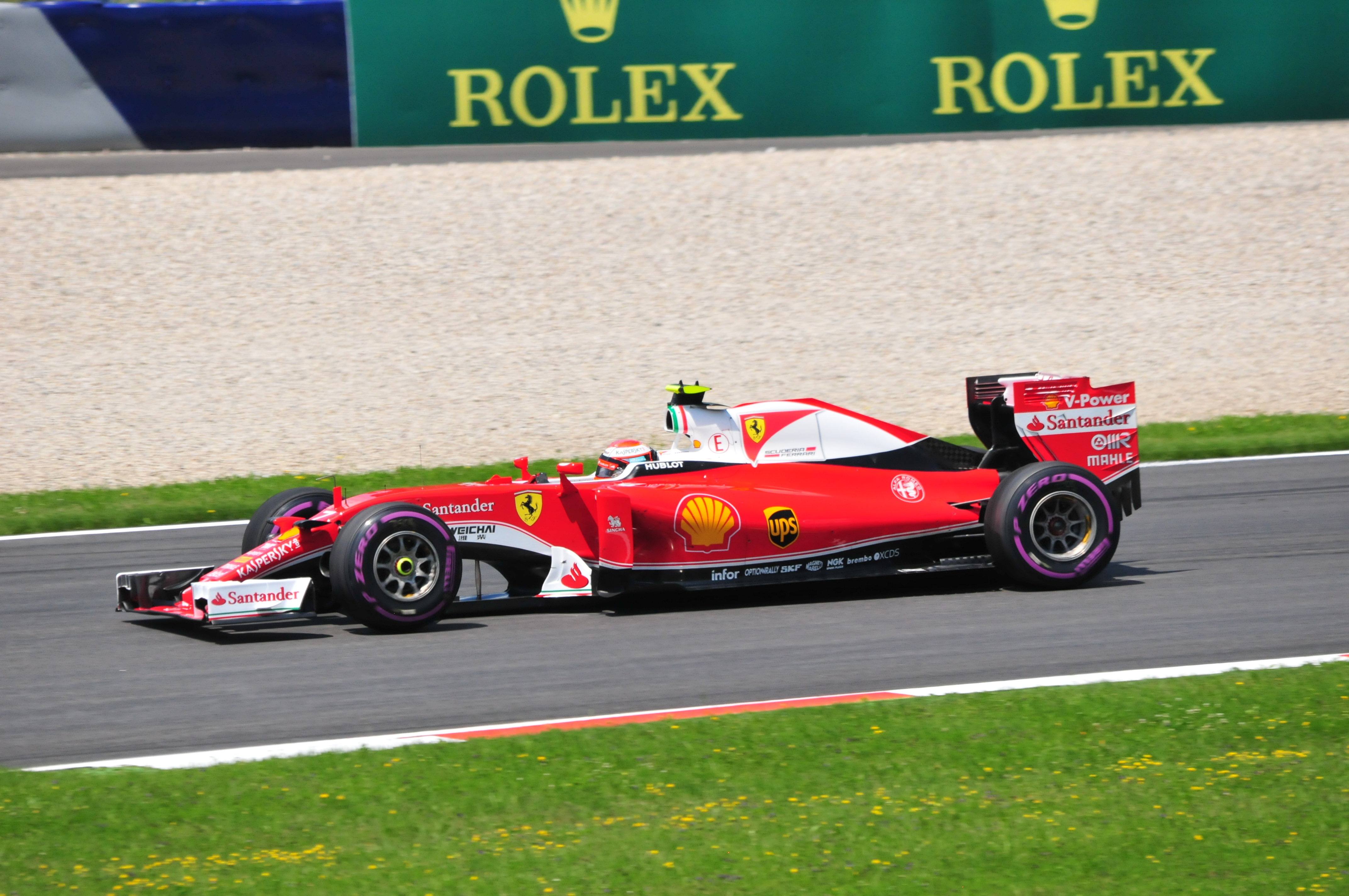
奇米·雷克南以季軍完賽，為法拉利再添一次頒獎台完賽紀錄。

- ^1  – 尼可·羅斯堡因為與路易斯·漢米爾頓發生碰撞，被罰10秒加時。[39]
- ^2  – 羅曼·格羅斯讓因為在維修站超速，被罰5秒加時。[38]
- ^3  – 塞吉歐·培瑞茲、費爾南多·阿隆索、尼可·賀根堡和費利佩·馬薩皆完成原定賽程的90%，因而有排名。[38]

### 賽後排名
|  | 名次 | 車手              | 積分 |
|  | ---- | ----------------- | ---- |
|  | 1    | 尼可·羅斯堡       | 153  |
|  | 2    | 路易斯·漢米爾頓   | 142  |
|  | 3    | 賽巴斯蒂安·維泰爾 | 96   |
|  | 4    | 奇米·雷克南       | 96   |
|  | 5    | 丹尼爾·里卡多     | 88   |

|  | 名次 | 車隊              | 積分 |
|  | ---- | ----------------- | ---- |
|  | 1    | 梅賽德斯          | 295  |
|  | 2    | 法拉利            | 192  |
|  | 3    | 紅牛-豪雅         | 168  |
|  | 4    | 威廉斯-梅賽德斯   | 92   |
|  | 5    | 印度威力-梅賽德斯 | 59   |

- 註記：僅列出前五名。

## 外部連結
- 官方賽事頁面（页面存档备份，存于）

| 上一場： 2016年歐洲大獎賽   | 2016年世界一级方程式锦标赛 | 下一場： 2016年英國大獎賽   |
| 上一屆： 2015年奧地利大獎賽 | 奧地利大獎賽               | 下一屆： 2017年奧地利大獎賽 |